# Volta a l'Algarve 2013
La Volta a l'Algarve 2013 fou la 39a edició de la Volta a l'Algarve. La cursa formava part de l'UCI Europa Tour 2013 i es disputà en quatre etapes entre el 14 i el 17 de febrer de 2013. El vencedor final fou l'alemany Tony Martin (Omega Pharma-Quick Step), que s'imposà per davant el polonès Michał Kwiatkowski (Movistar Team) i el neerlandès Lieuwe Westra (Vacansoleil-DCM).
En les classificacions secundàries Giacomo Nizzolo (RadioShack-Leopard) guanyà la classificació dels punts, Manuele Boaro (Team Saxo-Tinkoff) la de la muntanya i Hugo Sabido (La Aluminios-Antarte) la dels esprints. El RadioShack-Leopard guanyà la classificació per equips.

## Equips participants
| Núm.    | Codi | Equip                       |
| ------- | ---- | --------------------------- |
| 1-8     | OPQ  | Omega Pharma-Quick Step     |
| 11-18   | SKY  | Team Sky                    |
| 21-28   | KAT  | Team Katusha                |
| 31-38   | MOV  | Movistar Team               |
| 41-48   | BLA  | Blanco Team                 |
| 51-58   | RLT  | RadioShack-Leopard          |
| 61-68   | EUS  | Euskaltel–Euskadi           |
| 71-78   | TST  | Team Saxo-Tinkoff           |
| 81-88   | VCD  | Vacansoleil-DCM             |
| 91-98   | TSV  | Topsport Vlaanderen-Baloise |
| 101-108 | SKT  | An Post-ChainReaction       |

| Núm.    | Codi | Equip                    |
| ------- | ---- | ------------------------ |
| 111-118 | CJR  | Caja Rural               |
| 121-128 | COL  | Colombia                 |
| 131-138 | EFG  | Efapel-Glassdrive        |
| 141-148 | UHC  | UnitedHealthcare         |
| 151-158 | PRT  | Carmim-Tavira            |
| 161-168 | LAR  | LA Aluminios-Antarte     |
| 171-178 | BOA  | Radio Popular-Onda       |
| 181-188 | LDD  | Louletano-Dunas Douradas |
| 191-198 | OFM  | OFM-Quinta da Lixa       |
| 201-208 | ANG  | Equip nacional d'Angola  |

## Classificació de les etapes
| #        | Data         | Recorregut                | Km    | Vencedor d'etapa   | Líder de la general |
| -------- | ------------ | ------------------------- | ----- | ------------------ | ------------------- |
| 1a etapa | 14 de febrer | Faro-Albufeira            | 198,8 | Paul Martens (GER) | Paul Martens (GER)  |
| 2a etapa | 15 de febrer | Lagoa-Lagoa               | 195,0 | Theo Bos (NED)     | Theo Bos (NED)      |
| 3a etapa | 16 de febrer | Portimão-Alto do Malhão   | 193,0 | Sergio Henao (COL) | Sergio Henao (COL)  |
| 4a etapa | 17 de febrer | Castro Marim-Tavira (CRI) | 34,8  | Tony Martin (GER)  | Tony Martin (GER)   |

## Classificació general final
|    | Ciclista                   | Equip                   | Temps       |
| -- | -------------------------- | ----------------------- | ----------- |
| 1  | Tony Martin (GER)          | Omega Pharma-Quick Step | 15h 26' 36" |
| 2  | Michał Kwiatkowski (POL)   | Movistar Team           | + 58"       |
| 3  | Lieuwe Westra (NED)        | Vacansoleil-DCM         | + 59"       |
| 4  | Denís Ménxov (RUS)         | Team Katusha            | + 1' 21"    |
| 5  | Rui Costa (POR)            | Movistar Team           | + 1' 26"    |
| 6  | Tiago Machado (POR)        | RadioShack-Leopard      | + 1' 30"    |
| 7  | Jesse Sergent (NZL)        | RadioShack-Leopard      | + 1' 40"    |
| 8  | Jonathan Castroviejo (ESP) | Movistar Team           | + 1' 45"    |
| 9  | Andreas Klöden (GER)       | RadioShack-Leopard      | + 1' 53"    |
| 10 | Rigoberto Uran (COL)       | Team Sky                | + 2' 31"    |

## Evolució de les classificacions
| Etapa | Vencedor     | Classificació general | Classificació de la muntanya | Classificació dels esprints | Classificació per punts | Primer portuguès | Classificació per equips |
| ----- | ------------ | --------------------- | ---------------------------- | --------------------------- | ----------------------- | ---------------- | ------------------------ |
| 1     | Paul Martens | Paul Martens          | Sergio Paulinho              | Eduard Vorgànov             | Paul Martens            | Tiago Machado    | Blanco Team              |
| 2     | Theo Bos     | Theo Bos              | Manuele Boaro                | Hugo Sabido                 | Theo Bos                | Tiago Machado    | Blanco Team              |
| 3     | Sergio Henao | Sergio Henao          | Manuele Boaro                | Hugo Sabido                 | Giacomo Nizzolo         | Rui Costa        | Team Sky                 |
| 4     | Tony Martin  | Tony Martin           | Manuele Boaro                | Hugo Sabido                 | Giacomo Nizzolo         | Rui Costa        | RadioShack-Leopard       |
| Final | Final        | Tony Martin           | Manuele Boaro                | Hugo Sabido                 | Giacomo Nizzolo         | Rui Costa        | RadioShack-Leopard       |